# Lakkenahalli, Bangalore North
Lakkenahalli là một làng thuộc tehsil Bangalore North, huyện Bangalore Urban, bang Karnataka, Ấn Độ.